# Џереми Воринер
Џереми Метју Воринер (енгл. Jeremy Matthew Wariner) је амерички атлетичар и некадашњи олимпијски и вишеструки светски првак у дисциплини 400 метара. Освојио је златну медаљу на Олимпијским играма 2004. на 400 метара као и са штафетом 4 х 400 метара, док је на Олимпијским играма у Пекингу 2008. освојио златну медаљу са штафетом и сребро у трци 400 метара.